# Five Nights at Freddy’s: The Silver Eyes
Five Nights at Freddy’s: The Silver Eyes (рус. Пять ночей у Фредди: Серебряные глаза) — книга жанра ужасы, написанная Скоттом Коутоном и Кирой Брид-Райсли. Основой для данной книги послужила серия видеоигр Коутона — Five Nights at Freddy’s.

## Сюжет
Чарли, дочь Генри, основателя первых пиццерий «Freddy Fazbear`s Pizza», возвращается в Харрикейн, дабы встретиться с друзьями детства. После тех жутких убийств в пиццерии, решает вернуться в старую пиццерию…
Тем временем Чарли мучают осколки своего прошлого, и кошмары с аниматрониками заставляют её разобраться со своим жутким прошлым, и она решает со своими друзьями вернуться в «Семейную Закусочную Фредбера», где в детстве человек в костюме Пружинного Бонни похищает её брата.

## Предыстория
Десять лет назад до событий книги, произошло «ЭТО» с лучшим другом Чарли, Майклом и другими четырьмя детьми. После этого отец Чарли, Генри (главный в пиццерии «У Фредди»), совершил самоубийство из-за всего давления на него. В тот же день Джен (тётя главной героини), забирает её из школы, в другой город… так и сделали другие родители, кроме родителей Карлтона (друга Чарли), его папа был детективом и старался исследовать эти преступления…
За несколько дней до начала истории книги Чарли приходит письмо от родителей Майкла (умершего), чтобы она приехала в родной город, на церемонию памяти Майкла (якобы там родители Майкла учредят стипендию, которая должна была прийти самому Майклу, но так как он умер, её планируется вручать выпускнику, который продемонстрирует мастерство в искусстве).

## Критика
Несмотря на то, что выходу книги сопутствовал успех, у фанатов она вызвала много критики. Согласно Design and Trend, все началось с того, что один из фанатов приобрёл книгу в надежде получить ответы на загадки игровой франшизы. Однако фанат позже разочаровался, потому что, по его мнению, данная книга вовсе не связана с игрой.
Latin Post заявили, как можно было бы улучшить книгу: «возможно, было бы лучше, если бы Коутон выполнил просьбы фанатов и дал бы несколько подсказок в книге. Five Nights at Freddy’s — это игра, в которой нельзя легко победить. Наполненная испытаниями и головоломками, эта игра проверяет стратегию игрока, заставляет его играть усердно и выживать. Приходится мириться со сложностью игры. Поэтому многие надеются получить ответы, читая эту книгу. Коутон сделает игрокам одолжение, если книга раскроет некоторые секреты игры. Если он это сделает, фанаты наверняка оценят».
Kevin Anderson & Associates похвалили книгу: «У Five Night’s at Freddy’s: The Silver Eyes есть фанаты, которые жаждут большего. Мы так гордимся поразительным достижением Скотта и Киры и надеемся, что в ближайшем будущем у нас будут ещё причины для хвальбы».
Книга в течение десяти недель занимала первое место в списке бестселлеров по версии The New York Times.

## Сиквелы
Five Nights at Freddy’s: The Twisted Ones — вторая книга, написанная Коутоном и Брид-Райсли, которая является продолжением The Silver Eyes. Впервые книга появилась на Amazon в начале 2017 года, из-за чего возник спор о легитимности данного произведения. Коутон позже подтвердил, что книга является официальной. Данное произведение появилось в некоторых книжных магазинах ранее назначенного времени, а открытая публикация произошла 27 июня 2017 года. Сюжет данной книги кружится вокруг главной героини, Чарли, у которой «всё началось с чистого листа», но впоследствии она оказывается «втянутой в мир ужасных творений её отца», когда пытается отойти от событий The Silver Eyes, произошедших годом ранее.
Five Nights at Freddy's: The Fourth Closet, третья и последняя книга в трилогии, была издана 26 июня 2018 года. Сюжет данной книги кружится вокруг друзей Чарли, которые узнают правду о её судьбе в The Twisted Ones.
Оба эти сиквела были восхвалены Kevin Anderson and Associates за то, что они заняли первое место в списке бестселлеров Amazon.